# Dasht-e Qāẕī
Dasht-e Qāẕī (persiska: دشت قاضی) är en ort i Iran.   Den ligger i provinsen Kohgiluyeh och Buyer Ahmad, i den centrala delen av landet, 500 km söder om huvudstaden Teheran. Dasht-e Qāẕī ligger 761 meter över havet och antalet invånare är 240.
Terrängen runt Dasht-e Qāẕī är kuperad norrut, men söderut är den bergig. Dasht-e Qāẕī ligger nere i en dal. Runt Dasht-e Qāẕī är det ganska glesbefolkat, med 47 invånare per kvadratkilometer. Närmaste större samhälle är Dehdasht, 19,2 km söder om Dasht-e Qāẕī. Omgivningarna runt Dasht-e Qāẕī är i huvudsak ett öppet busklandskap.